# Aeschynanthus cordifolius
Aeschynanthus cordifolius là một loài thực vật có hoa trong họ Tai voi. Loài này được Hook. mô tả khoa học đầu tiên năm 1859.